# Madagascar, 7 mois de chaos
 (septembre 2014).
Si vous disposez d'ouvrages ou d'articles de référence ou si vous connaissez des sites web de qualité traitant du thème abordé ici, merci de compléter l'article en donnant les références utiles à sa vérifiabilité et en les liant à la section « Notes et références ».
Pour plus de détails, voir Fiche technique et Distribution.
Madagascar, 7 mois de chaos est un documentaire malgache réalisé en 2002 par Gaël Mocaër.

## Synopsis
Le film revient sur la crise politique qu’a connu Madagascar en 2001. 

## Fiche technique
- Titre : Madagascar - 7 mois de chaos
- Réalisateur : Gaël Mocaer
- Pays : Madagascar
- Langue : français
- Année : 2002
- Durée : 52 minutes
- Couleur / N&B : couleur
- Format : Vidéo
- Production / Diffusion : Gaël Mocaër Films